# Eleição presidencial na Argentina em 1983
Nas eleições presidenciais da Argentina em 1983, foi eleito. Raúl Alfonsín da União Cívica Radical, vencendo a Ítalo Luder do Partido Justicialista. Foi a primeira derrota eleitoral do peronismo na história. O mais longo ciclo democrático da história argentina começou, depois de um serie de golpes de Estado, que interrompeu todas as experiências políticas sem permitir alternâncias constitucionais, desde 1930. O governo constitucional que tomou posse em 10 de dezembro de 1983 pôs fim a última ditadura argentina, que praticamente entrou em colapso após o Guerra das Malvinas do ano anterior.
As eleições foram realizadas sob o texto constitucional de 1957, imposta durante a autodenominada ditadura militar Revolução Libertadora, que eu estabeleci o sufrágio indireto e um mandato presidencial de seis anos sem possibilidade de reeleição imediata.
A eleição foi polarizada entre os dois partidos políticos tradicionais da democracia argentina, o União Cívica Radical (UCR) e o Partido Justicialista (PJ), Os que combinaram obtiveram quase 92% dos votos, enquanto a terceira força obteve apenas 2%.  
Alfonsín venceu em 16 dos 24 distritos eleitorais (Buenos Aires, Capital Federal, Catamarca, Chubut, Córdoba, Corrientes, Entre Ríos, La Pampa, Mendoza, Misiones, Neuquén, Río Negro, San Juan, San Luis, Santa Fé e Tierra del  Fuego, Antártida e Ilhas do Atlântico Sul), enquanto Luder triunfó em ocho (Chaco, Formosa, Jujuy, La Rioja, Santa Cruz, Salta, Santiago del Estero e Tucumán).  Deste modo, o triunfo radical se transformou na primeira derrota nas eleições presidenciais do Partido Justicialista 
.
Alfonsín não pôde terminar o seu mandato porque "renunciou" ao cargo cinco meses antes, em 8 de julho de 1989, em meio a uma crise hiperinflacionária. Ele não foi sucedido por seu então vice-presidente Víctor Martínez, mas para seu sucessor  eleito naquele ano Carlos Menem. A reforma constitucional de 1994 (cláusulas transitorias 9.ª y 10.ª) estabeleceu que o mandato legal de Alfonsín terminava em 8 de julho de 1989.

## Resultados
A eleição resultou numa grande e surpreendente vitória da fórmula Alfonsín-Martínez, da Unión Cívica Radical, que obteve 51,75% dos votos positivos e uma mayoría absoluta de 317 eleitores, garantindo a consagração de Alfonsín como presidente do Colégio Eleitoral sem necessidade de acordo com outras forças políticas. A fórmula de Luder-Bittel, Partido Justicialista, Ficou em segundo lugar com 40,16% dos votos e 259 eleitores. A UCR venceu as eleições presidenciais em dezasseis dos vinte e quatro distritos eleitorais, incluindo o crucial provincia de Buenos Aires, depositário de 38% do eleitorado, onde obteve uma diferença esmagadora e contribuiu para o elección como gobernador de Alejandro Armendáriz. Também prevaleceu no Capital Federal, Catamarca, Córdoba, Chubut, Corrientes, Entre Ríos, La Pampa, Mendoza, Misiones, Neuquén, Río Negro, San Juan, San Luis, Santa Fe, y el Território Nacional da Terra do Fogo, Antártica e Ilhas do Atlântico Sul (este último que elegeu presidente pela primeira vez pelo sistema indireto). A hegemonia justicialista era geralmente limitada extremo norte do país, prevalecendo Luder en Chaco (provincia natal de Bittel), Formosa, Jujuy, La Rioja, Salta, Santiago del Estero, Tucumán, e o sul Santa Cruz, o único distrito do sul onde o radicalismo não prevaleceu.

### Resultados por distrito
| Províncias ganhadas pela União Cívica Radical (16) |
| Províncias ganhadas pelo Partido Justicialista (8) |

|                     |     | Alfonsín/Martínez (UCR) | Alfonsín/Martínez (UCR) | Alfonsín/Martínez (UCR) | Lúder/Bittel (PJ) | Lúder/Bittel (PJ) | Lúder/Bittel (PJ) | Alende/Viale (PI) | Alende/Viale (PI) | Alende/Viale (PI) | Frigerio/Salonia (MID) | Frigerio/Salonia (MID) | Frigerio/Salonia (MID) | Otros partidos | Otros partidos | Otros partidos | Blancos/Nulos | Blancos/Nulos | Participación | Participación |
| Distrito            | El. | Votos                   | %                       | El.                     | Votos             | %                 | El.               | Votos             | %                 | El.               | Votos                  | %                      | El.                    | Votos          | %              | El.            | Votos         | %             | Votos         | %             |
| ------------------- | --- | ----------------------- | ----------------------- | ----------------------- | ----------------- | ----------------- | ----------------- | ----------------- | ----------------- | ----------------- | ---------------------- | ---------------------- | ---------------------- | -------------- | -------------- | -------------- | ------------- | ------------- | ------------- | ------------- |
| Buenos Aires        | 144 | 2.878.858               | 51,41                   | 79                      | 2.364.585         | 42,23             | 65                | 181.488           | 3,24              | –                 | 47.004                 | 0,84                   | –                      | 356.099        | 2,28           | –              | 127.607       | 2,77          | 5.759.215     | 87,69         |
| Capital Federal     | 54  | 1.469.352               | 71,26                   | 37                      | 380.389           | 20,36             | 15                | 88.480            | 4,48              | 2                 | 14.480                 | 0,73                   | –                      | 62.556         | 3,17           | –              | 33.422        | 1,66          | 2.008.679     | 85,78         |
| Catamarca           | 14  | 48.595                  | 46,79                   | 7                       | 45.329            | 43,65             | 7                 | 602               | 0,58              | –                 | 805                    | 0,78                   | –                      | 8.526          | 8,20           | –              | 3.762         | 3,50          | 107.619       | 81,34         |
| Chaco               | 18  | 153.971                 | 46,55                   | 9                       | 158.721           | 47,98             | 9                 | 1.391             | 0,42              | –                 | 7.141                  | 2,16                   | –                      | 9.556          | 2,89           | –              | 10.656        | 3,12          | 341.436       | 75,90         |
| Chubut              | 14  | 56.912                  | 50,85                   | 8                       | 46.400            | 41,46             | 6                 | 1.957             | 1,75              | –                 | 2.362                  | 2,11                   | –                      | 4.281          | 3,82           | –              | 5.167         | 4,41          | 117.079       | 80,63         |
| Córdoba             | 40  | 791.470                 | 56,22                   | 23                      | 561.954           | 39,92             | 17                | 12.245            | 0,87              | –                 | 13.078                 | 0,93                   | –                      | 29.089         | 2,06           | –              | 33.381        | 2,32          | 1.441.217     | 88,35         |
| Corrientes          | 18  | 112.216                 | 33,84                   | 7                       | 94.105            | 28,38             | 5                 | 2.467             | 0,74              | –                 | 11.662                 | 3,52                   | –                      | 111.117        | 33,51          | 6              | 8.232         | 2,42          | 339.799       | 77,26         |
| Entre Ríos          | 22  | 251.811                 | 49,53                   | 12                      | 224.778           | 44,21             | 10                | 7.558             | 1,49              | –                 | 7.949                  | 1,56                   | –                      | 16.301         | 3,21           | –              | 11.769        | 2,26          | 520.166       | 83,70         |
| Formosa             | 14  | 45.065                  | 37,20                   | 5                       | 54.660            | 45,12             | 7                 | 560               | 0,46              | –                 | 16.680                 | 13,77                  | 2                      | 4.188          | 3,46           | –              | 5.369         | 4,24          | 126.522       | 75,92         |
| Jujuy               | 16  | 61.173                  | 35,46                   | 6                       | 84.051            | 48,72             | 8                 | 877               | 0,51              | –                 | 1.421                  | 0,82                   | –                      | 24.979         | 14,48          | 2              | 8.852         | 4,88          | 181.353       | 84,32         |
| La Pampa            | 14  | 50.753                  | 41,38                   | 6                       | 50.138            | 40,88             | 6                 | 1.922             | 1,57              | –                 | 3.294                  | 2,69                   | –                      | 16.540         | 13,48          | 2              | 5.350         | 4,18          | 127.997       | 89,52         |
| La Rioja            | 14  | 35.534                  | 41,04                   | 6                       | 48.073            | 55,52             | 8                 | 462               | 0,53              | –                 | 1.588                  | 1,83                   | –                      | 925            | 1,08           | –              | 9.285         | 9,69          | 95.867        | 89,31         |
| Mendoza             | 24  | 368.484                 | 57,81                   | 15                      | 233.035           | 36,56             | 9                 | 6.073             | 0,95              | –                 | 7.233                  | 1,13                   | –                      | 22.566         | 3,55           | –              | 11.680        | 1,80          | 649.071       | 86,63         |
| Misiones            | 18  | 118.676                 | 49,56                   | 9                       | 114.454           | 47,79             | 9                 | 738               | 0,31              | –                 | 3.885                  | 1,62                   | –                      | 1.717          | 0,72           | –              | 11.359        | 4,53          | 250.829       | 80,15         |
| Neuquén             | 14  | 48.279                  | 45,31                   | 7                       | 23.653            | 22,20             | 3                 | 2.114             | 1,98              | –                 | 904                    | 0,85                   | –                      | 31.594         | 29,66          | 4              | 6.006         | 5,34          | 112.550       | 86,80         |
| Río Negro           | 14  | 84.226                  | 53,57                   | 8                       | 62.801            | 39,94             | 6                 | 2.868             | 1,82              | –                 | 2.616                  | 1,66                   | –                      | 4.725          | 3,01           | –              | 10.447        | 6,23          | 167.683       | 85,84         |
| Salta               | 18  | 135.398                 | 44,62                   | 8                       | 137.369           | 45,27             | 9                 | 1.340             | 0,44              | –                 | 1.774                  | 0,58                   | –                      | 27.537         | 9,08           | 1              | 7.677         | 2,47          | 311.095       | 80,07         |
| San Juan            | 16  | 98.916                  | 40,23                   | 7                       | 75.368            | 30,65             | 5                 | 2.152             | 0,88              | –                 | 2.940                  | 1,20                   | –                      | 66.505         | 27,04          | 4              | 4.724         | 1,89          | 250.605       | 86,40         |
| San Luis            | 14  | 58.723                  | 48,58                   | 8                       | 50.095            | 41,44             | 6                 | 549               | 0,45              | –                 | 4.434                  | 3,67                   | –                      | 7.075          | 5,86           | –              | 4.138         | 3,31          | 125.014       | 84,99         |
| Santa Cruz          | 14  | 19.077                  | 44,01                   | 7                       | 22.324            | 51,50             | 7                 | 668               | 1,54              | –                 | 844                    | 1,95                   | –                      | 437            | 1,01           | –              | 1.850         | 4,09          | 45.200        | 82,22         |
| Santa Fe            | 42  | 719.186                 | 50,21                   | 23                      | 615.007           | 42,94             | 19                | 26.835            | 1,87              | –                 | 20.519                 | 1,43                   | –                      | 50.672         | 3,89           | –              | 47.401        | 3,20          | 1.479.620     | 88,28         |
| Santiago del Estero | 18  | 109.012                 | 40,57                   | 8                       | 130.411           | 48,53             | 9                 | 1.146             | 0,43              | –                 | 1.106                  | 0,41                   | –                      | 27.030         | 10,06          | 1              | 8.794         | 3,17          | 277.499       | 69,89         |
| Tierra del Fuego    | 4   | 5.410                   | 50,40                   | 2                       | 4.180             | 38,94             | 2                 | 406               | 3,78              | –                 | 329                    | 3,07                   | –                      | 409            | 3,81           | –              | 3.166         | 22,78         | 13.900        | 90,56         |
| Tucumán             | 22  | 203.462                 | 41,55                   | 10                      | 253.522           | 51,78             | 12                | 2.756             | 0,56              | –                 | 3.378                  | 0,69                   | –                      | 26.539         | 5,42           | –              | 10.514        | 2,10          | 500.171       | 81,67         |
| Total               | 600 | 7.724.559               | 51,75                   | 317                     | 5.995.402         | 40,16             | 259               | 347.654           | 2,33              | 2                 | 177.426                | 1,19                   | 2                      | 682.471        | 4,57           | 20             | 422.674       | 2,75          | 15.350.186    | 85,61         |

## Resultados do Colégio Eleitoral
Os colégios eleitorais se reuniram em 28 de novembro de 1983, em cada uma das capitais provinciais e na Cidade de Buenos Aires, proclamando os vencedores de Raúl Alfonsín e Víctor Martínez.  Em 7 de dezembro de 1983, a Assembleia Legislativa, a Câmara de Diputados e o Senado, deram a aprovação definitiva das eleições.
| Candidato a Presidente         | Partido                                | Votos Eleitorais |
| ------------------------------ | -------------------------------------- | ---------------- |
| Raúl Alfonsín                  | União Cívica Radical                   | 336              |
| Ítalo Lúder                    | Partido Justicialista                  | 247              |
| Oscar Alende                   | Partido Intransigente                  | 2                |
| Rogelio Julio Frigerio         | Movimiento de Integración y Desarrollo | 2                |
| María Estela Martínez de Perón | Partido Justicialista                  | 1                |
| Total de votos                 | Total de votos                         | 588              |
| Não votaram                    | Não votaram                            | 12               |
| Total de eleitores             | Total de eleitores                     | 600              |

| Candidato a Vicepresidente | Partido                                | Votos Eleitorais |
| -------------------------- | -------------------------------------- | ---------------- |
| Víctor Martínez            | União Cívica Radical                   | 336              |
| Deolindo Bittel            | Partido Justicialista                  | 247              |
| Mirto Lisandro Viale       | Partido Intransigente                  | 2                |
| Antonio Salonia            | Movimiento de Integración y Desarrollo | 2                |
| Total de votos             | Total de votos                         | 587              |
| não votaram                | não votaram                            | 13               |
| Total de eleitores         | Total de eleitores                     | 600              |